# Cosimo Tura

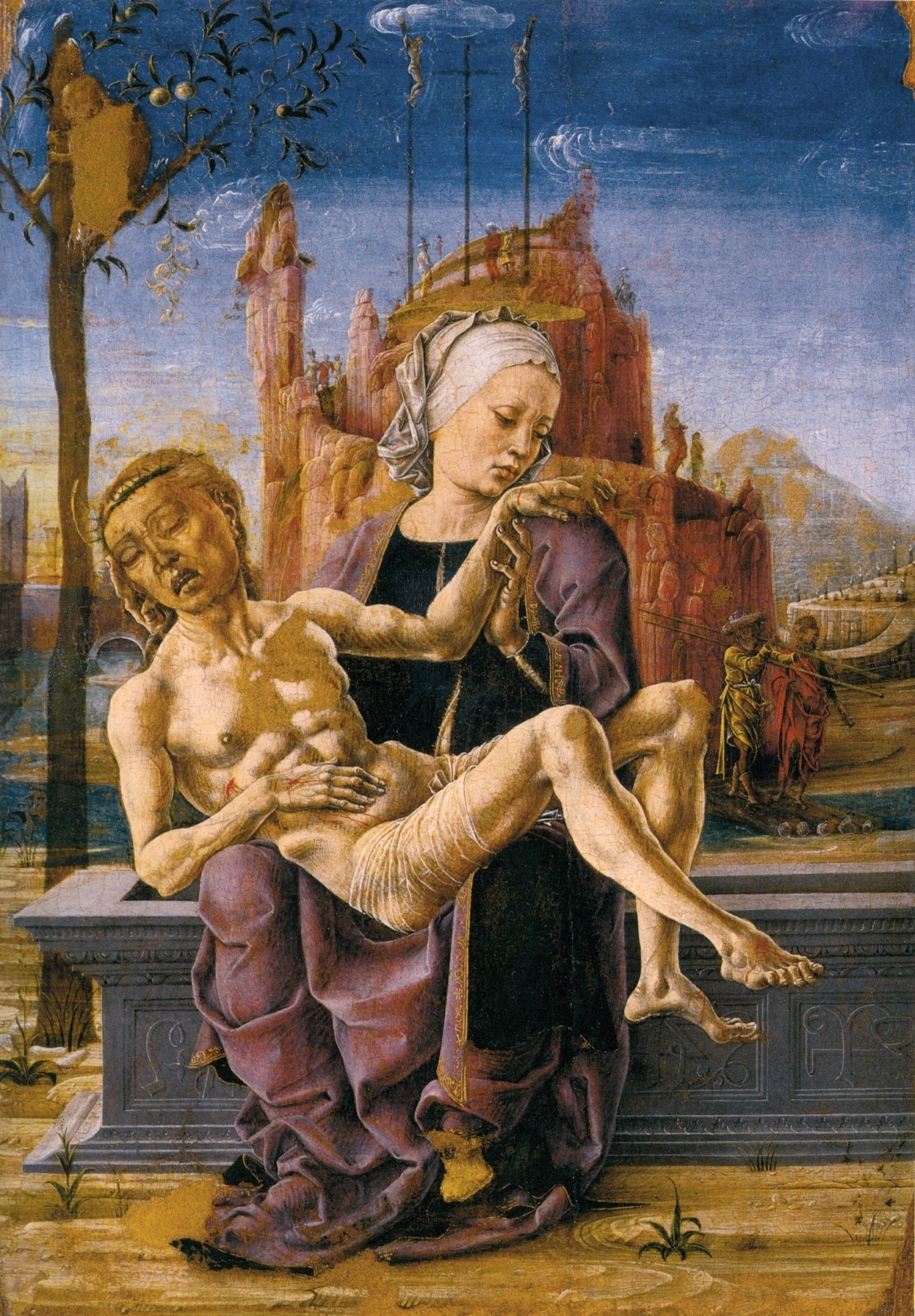
Cosimo Tura – Pietà (1460). Museo Correr, Venedig.

Cosimo Tura, Cosmè Tura, född cirka 1430 i Ferrara, Italien, död 1495 i Ferrara, var en italiensk renässanskonstnär.
Cosimo Tura hittade en särpräglad kombination av gotiskt och antikt som knappast återfinns hos andra konstnärer under ungrenässansen.

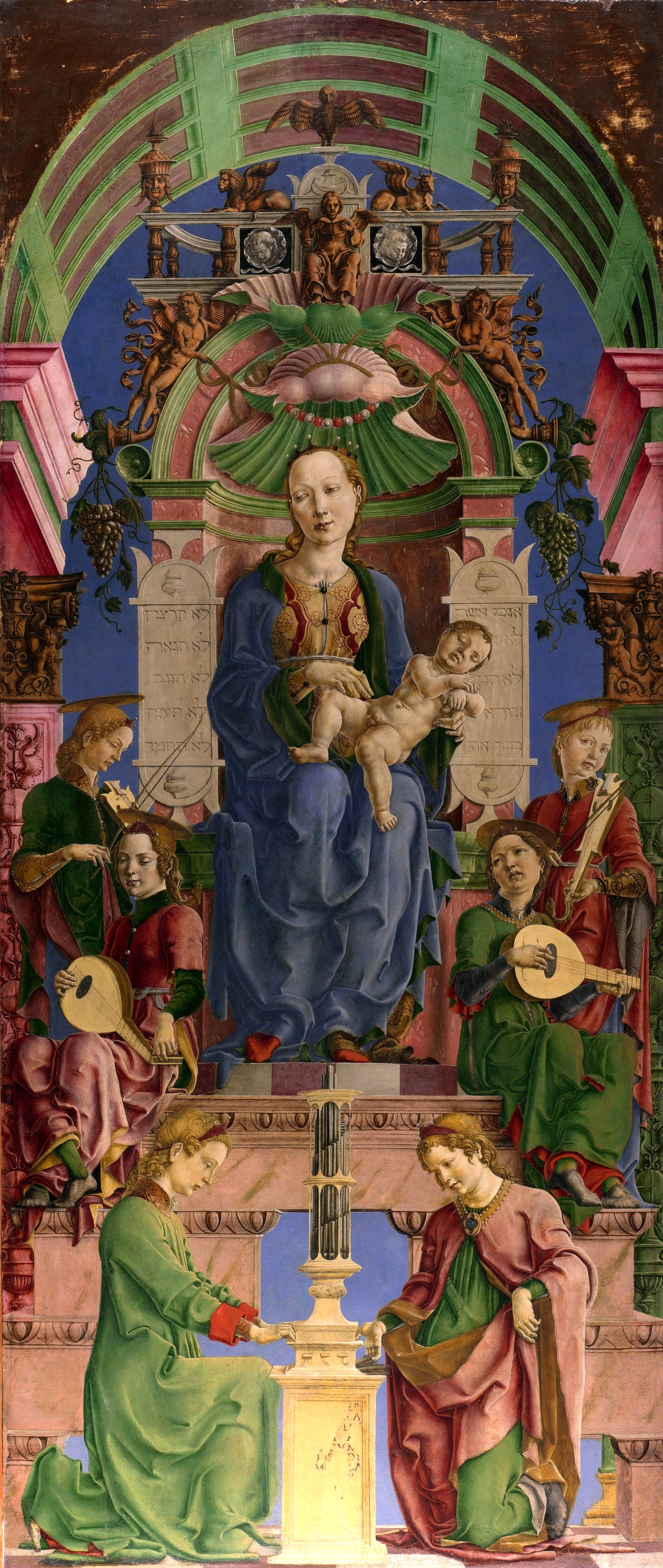
Cosimo Tura – Tronande Madonna med Barnet (panel från Roverella-polyptyken; 1474). National Gallery, London.

Tura var hovmålare hos familjen d’Este i Ferrara och grundare av Ferraraskolan. Han kom så småningeom att ställas i skuggan av Ercole Roberti. Tura är mest känd för väggmålningarna, beställda av hertig Borso d’Este för Palazzo Schifanoia i Ferrara, med motiv från det sorglösa livet vid hovet – livfulla kompositioner fyllda av skratt och värme. En mer dramatisk sida av hans begåvning framträder i Sankt Hieronymus där den skulpturala behandlingen av människogestalten tyder på påverkan från Andrea Mantegna.

## Några verk
Våren, 1460–1463, nu på National Gallery
Sankt Göran och draken, Ferrara, 1469
Pietà, Venedig, 1469–1470, nu på Museo Correr
Roverellapolyptyken, 1470–1474, nu på National Gallery